# Mobaye
Mobaye es la capital de la prefectura de Basse-Kotto, una de las catorce en las que se divide la República Centroafricana. Está situada a orillas del río Ubangui y unida mediante un puente a la República Democrática del Congo.. Su población asciende a 19.515 habitantes (2006).
- Datos: Q1025621
- Multimedia: Mobaye / Q1025621